# Ilha de São Cristóvão (Galápagos)

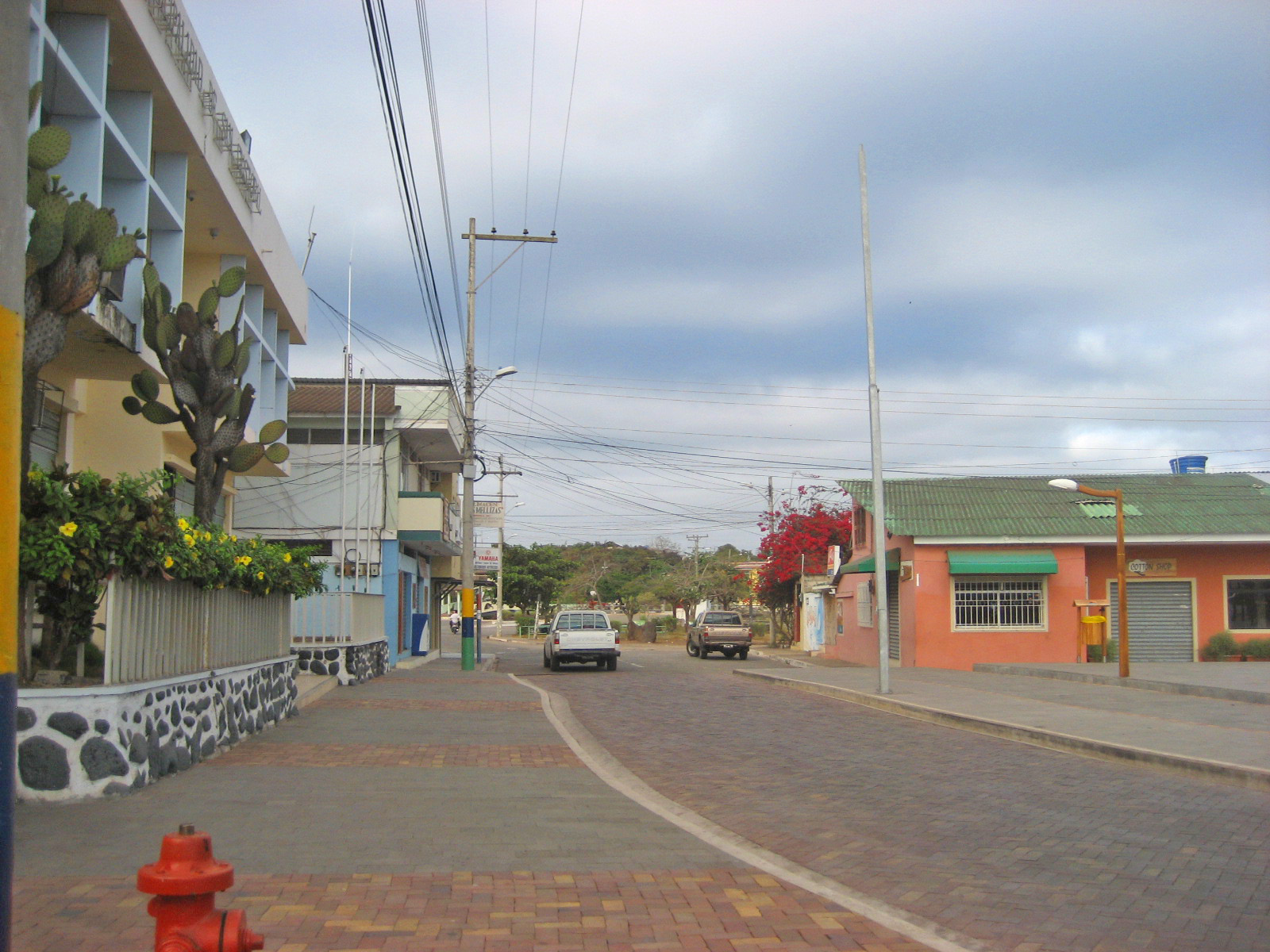
Rua no litoral da cidade

São Cristóvão (em castelhano San Cristóbal) é uma das ilhas pertencentes ao conjunto das Galápagos. A ilha se estende por uma área de 558 km². A capital do arquipélago, Puerto Baquerizo Moreno, fica localizada nesta ilha.
São Cristóvão também é um cantão do Equador cuja capital localidade de Puerto Baquerizo Moreno. Além da própria ilha de São Cristóvão o cantão também abrange as ilhas de Española, Santa Fé, Floreana (Santa María) e Genovesa.

## Galeria de Fotos

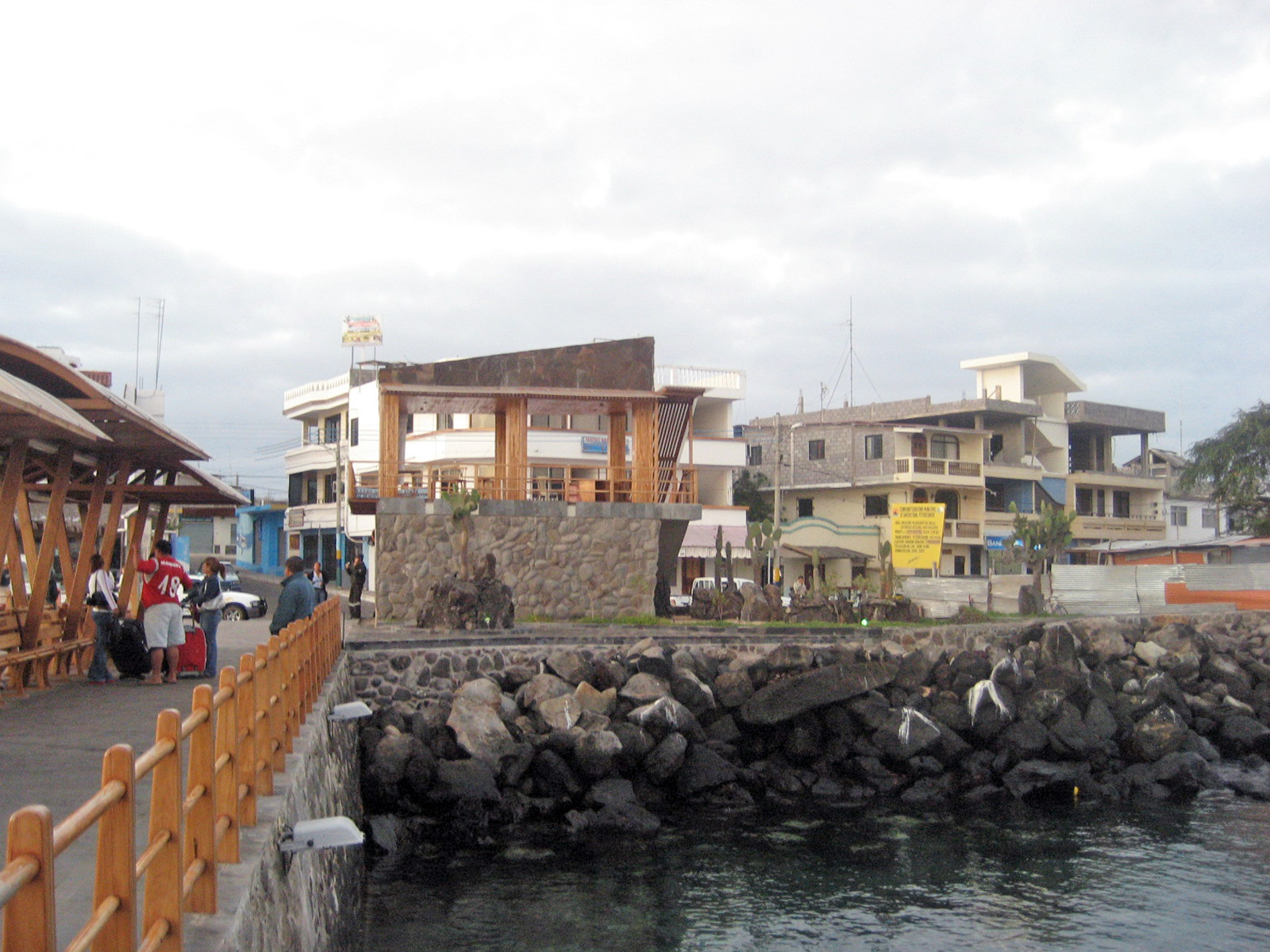
Puerto Baquerizo Moreno.
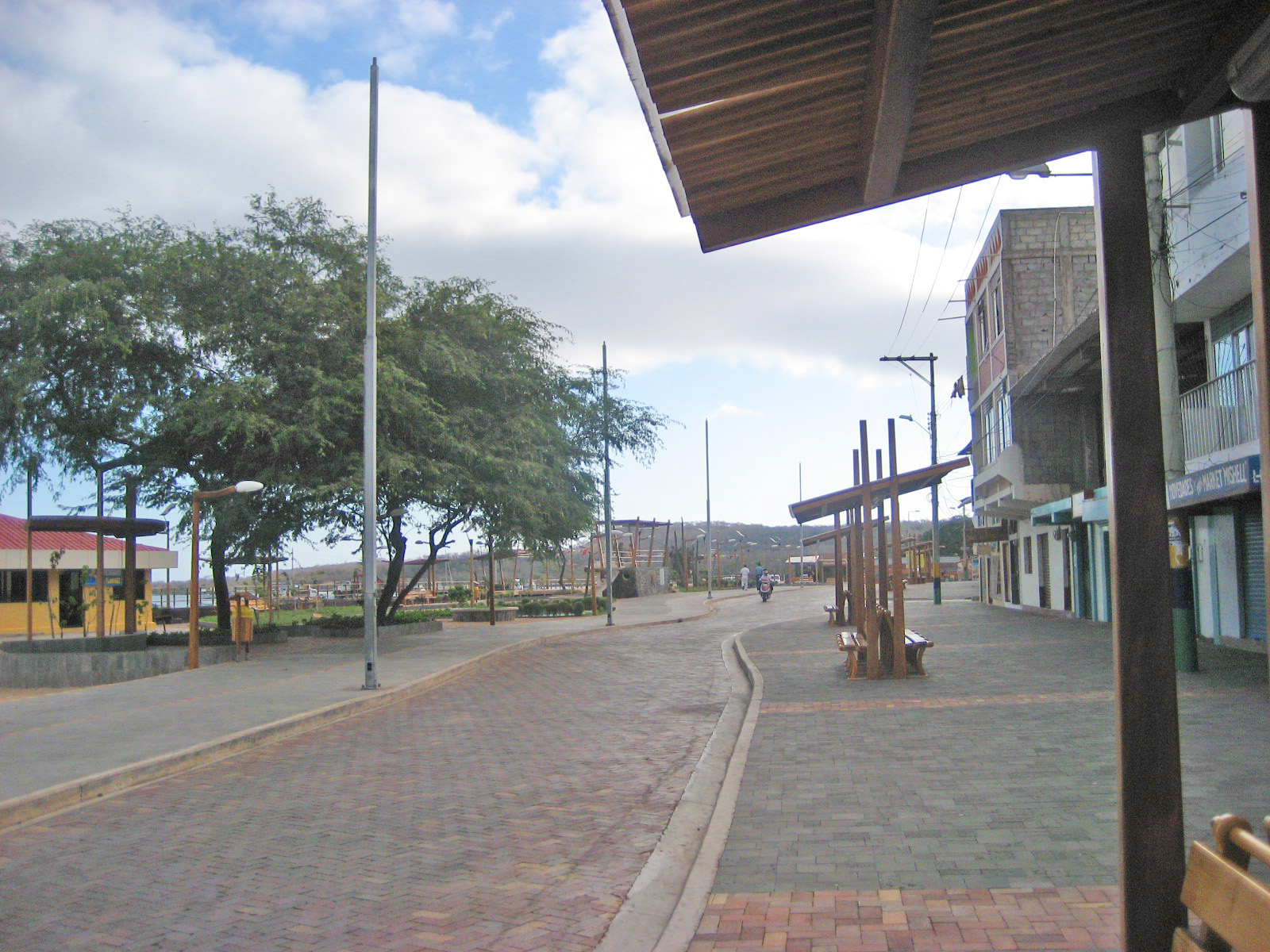
Rua Principal.
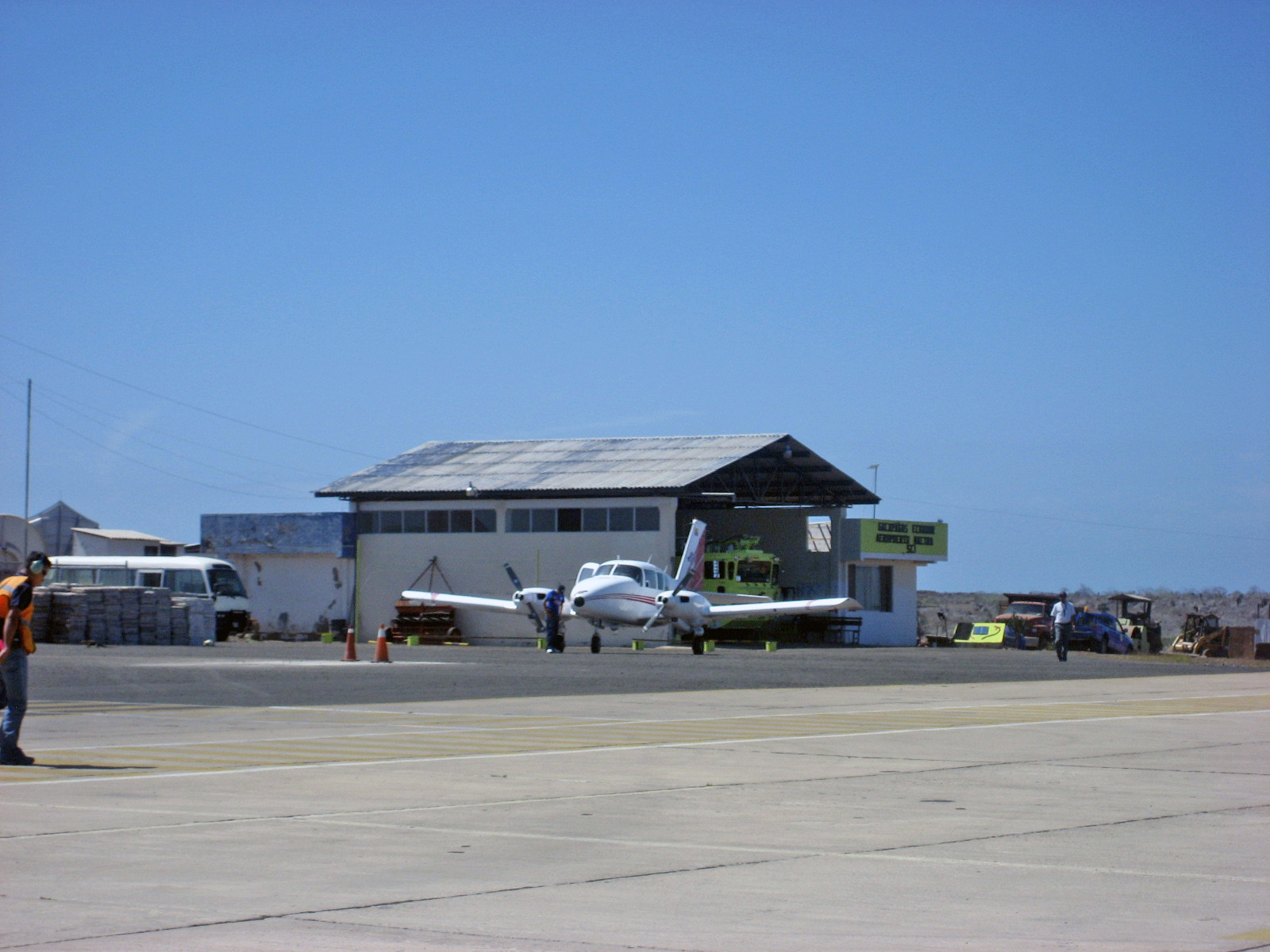
Aeroporto.
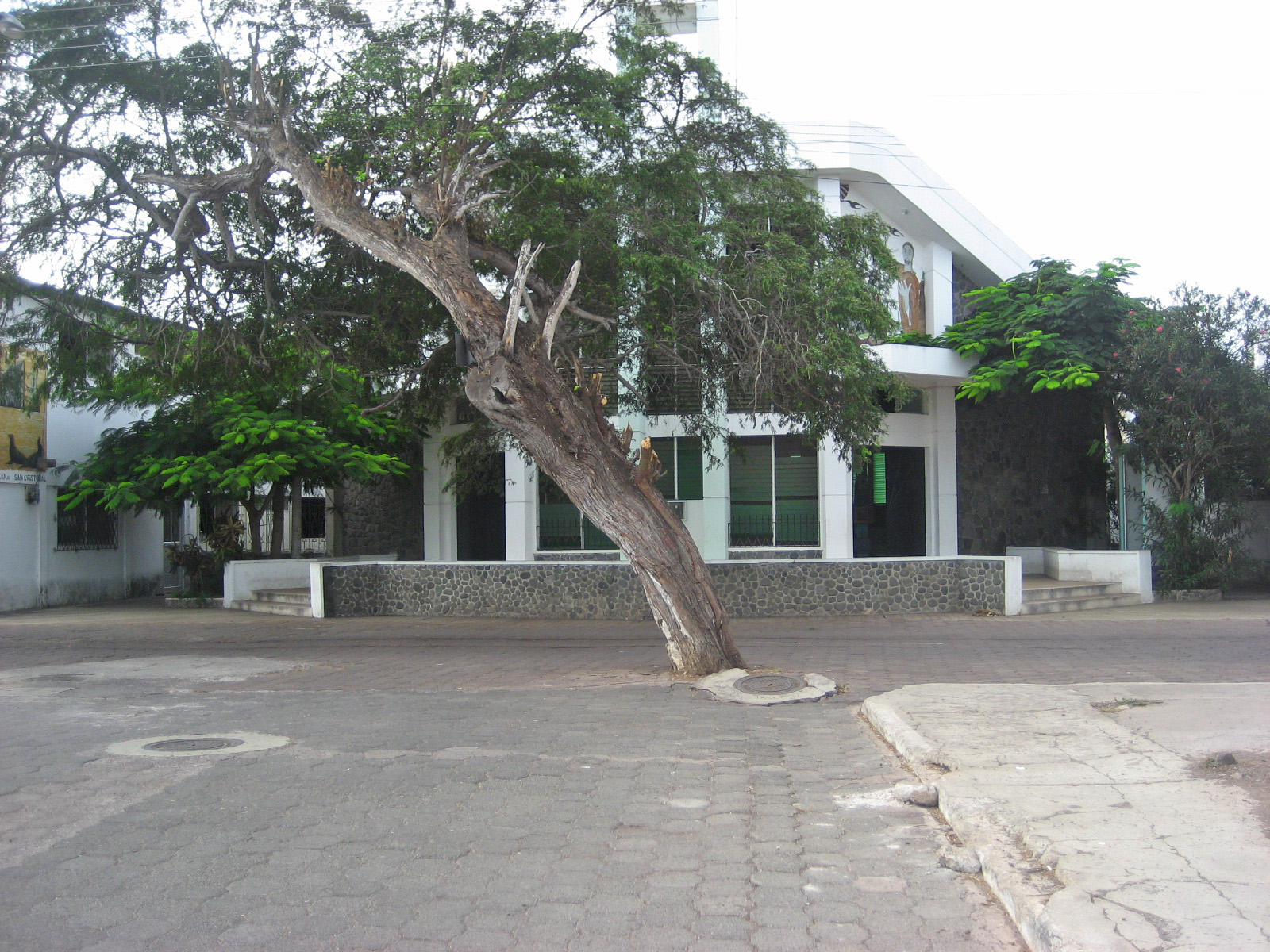
Uma arvore no meio da rua em frente da igreja.
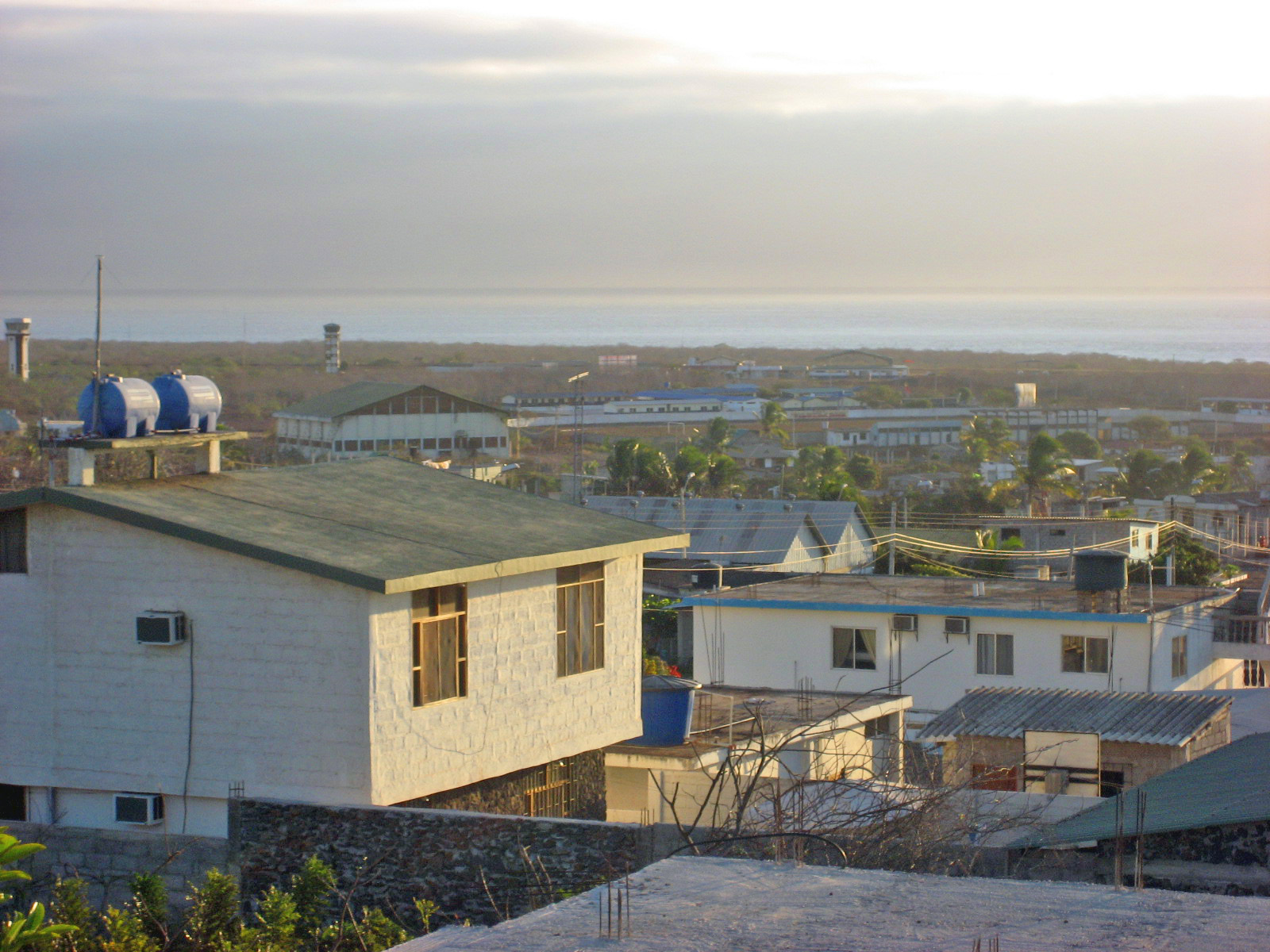
Visao de cima da ilha.
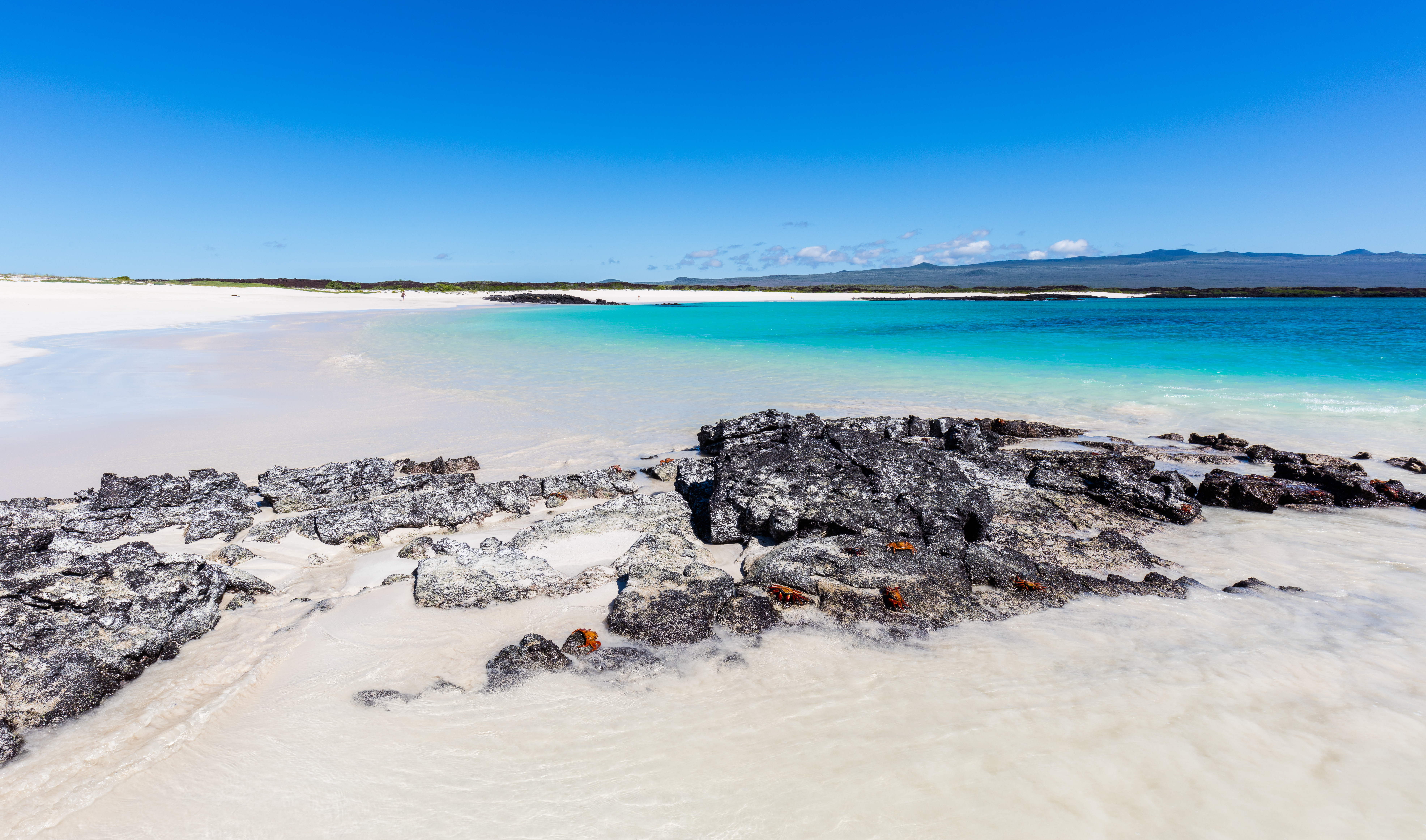
Cerro Brujo, São Cristóvão.
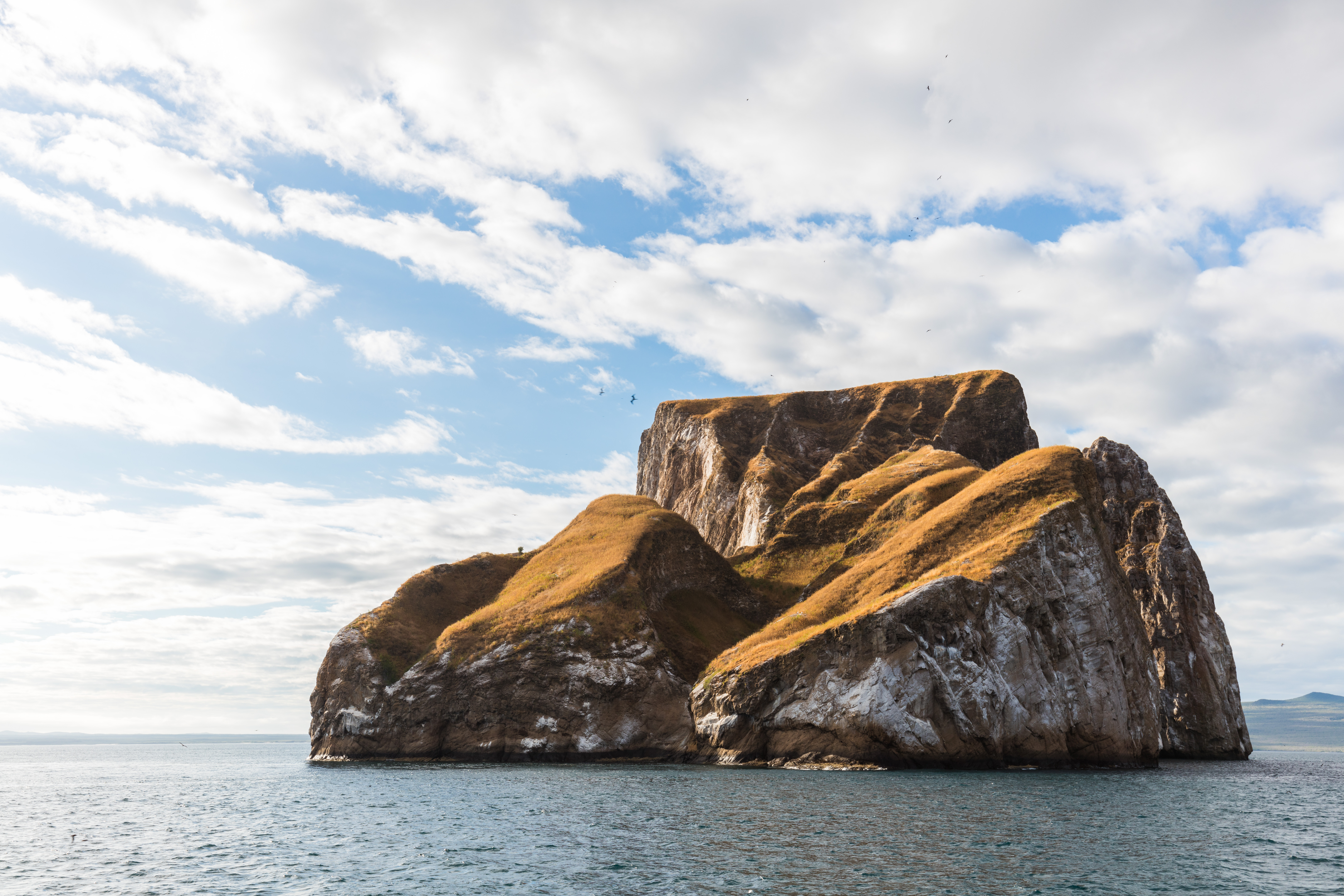
"Leon Durmiente", São Cristóvão.
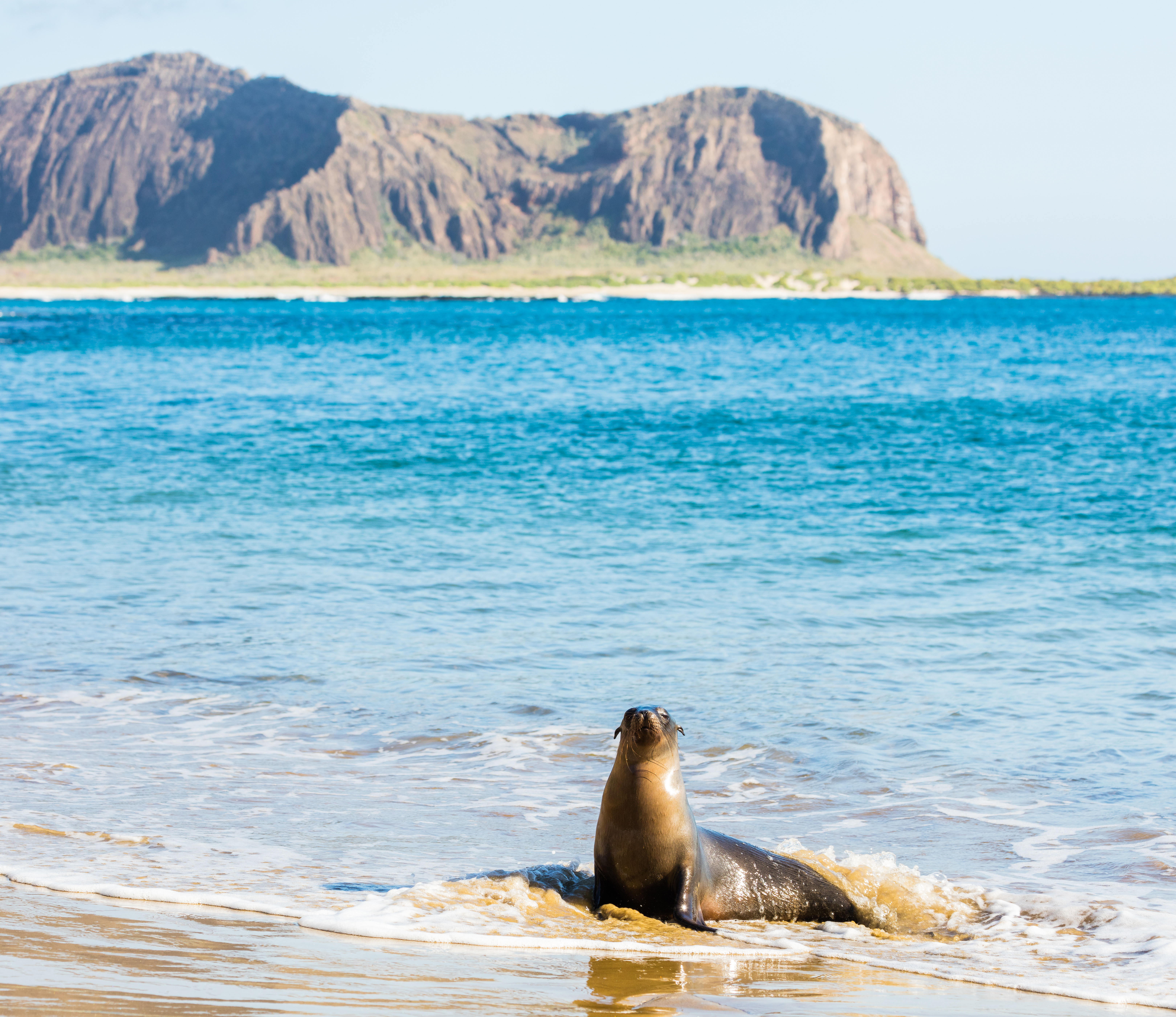
Lobo-marinho (Zalophus californianus).
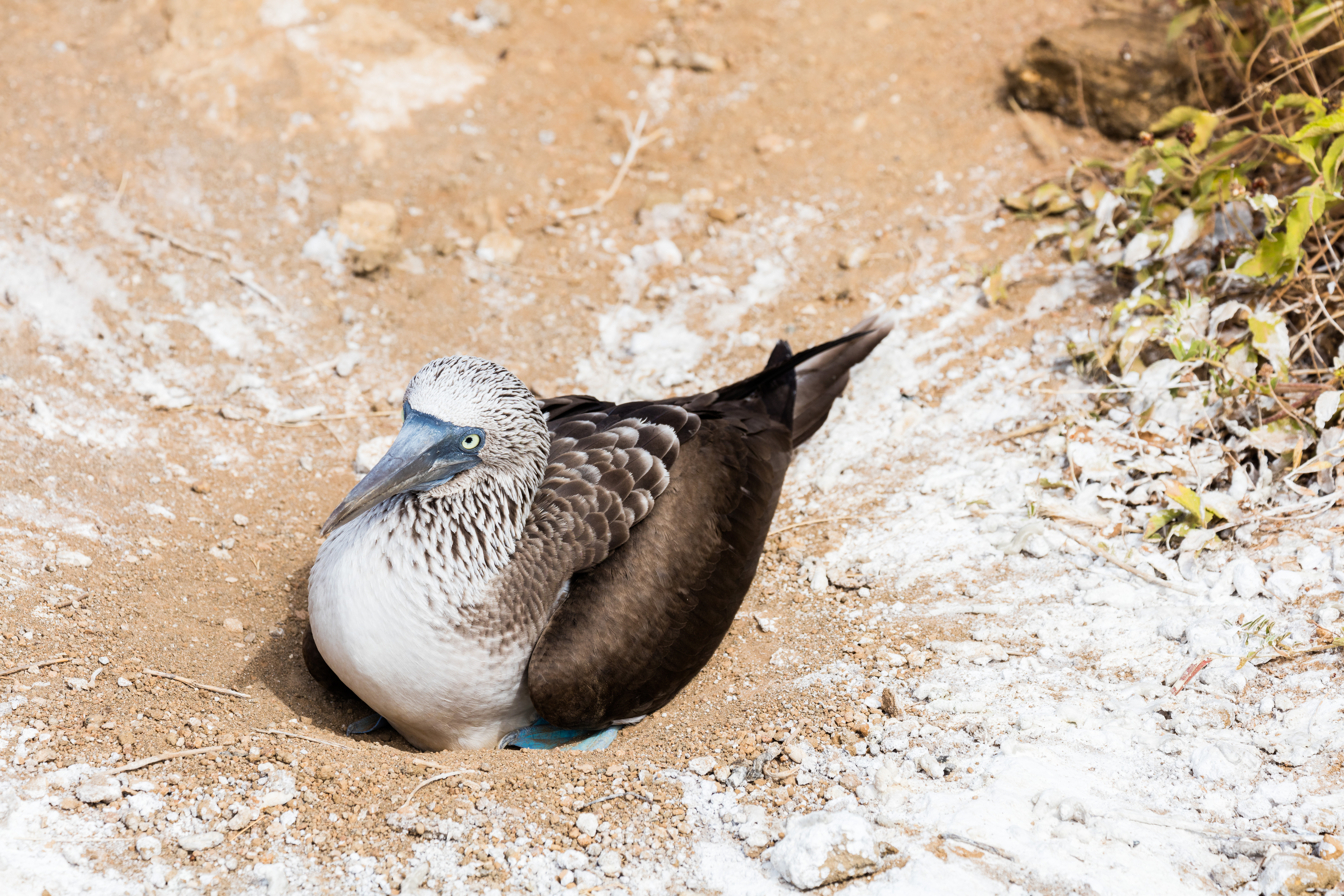
Patola-de-pés-azuis(Sula nebouxii)